# Tình người duyên ma
Tình người duyên ma (tên nguyên tác: Pee Mak Phra Khanong - tiếng Thái: พี่มาก..พระโขนง; phát âm tiếng Thái: [P'ii^ Maak^ Ph'rắ Khặ-nôổng], hay còn gọi là Pee Mak) là một bộ phim kinh dị - hài hước - tâm lý - tình cảm - cổ trang của Thái Lan, được sản xuất vào năm 2013.

## Lịch sử
Phim dựa theo câu chuyện dân gian Thái về hồn ma huyền thoại Mae Nak Phra Khanong. Tác phẩm được công chiếu vào ngày 28 tháng 3 năm 2013. Tính đến tháng 6, sau khoảng hơn 2 tháng ra mắt, phim đã trở thành một hiện tượng phòng vé và đồng thời là phim ăn khách nhất mọi thời đại của Thái Lan.
Bộ phim do Banjong Pisanthanakun làm đạo diễn, người nổi tiếng với các bộ phim mà đa phần là phim kinh dị như Shutter, 4bia (phần 3: The Man In The Middle), Phobia 2 (phần 6: In The End) và Hello Stranger. Phim có sự tham gia của các diễn viên chính: Mario Maurer vai Pee Mak, Davika Hoorne vai Mae Nak, cùng các diễn viên: Pongsatorn Jongwilak, Nattapong Chartpong, Wiwat Kongrasri và Kantapat Permpoonpatcharasuk.
Năm 2019, bộ phim lọt vào danh sách 14 bộ phim thuộc DI sản phim điện ảnh Quốc gia 2019.

## Nội dung
Chuyện xảy ra tại Vương quốc Xiêm, Mak đang là người lính trong một cuộc chiến tranh khốc liệt. Đồng hành cùng Mak là bốn người bạn thân của anh: Aey, Ter, Shin và Puak. Trong khi đó, người vợ xinh đẹp của Mak là nàng Nak đang mang thai, cô từng ngày trông chờ Mak sớm trở về. Một đêm nọ, Nak trở dạ và cố gắng sinh con một mình, nhưng không ai biết để giúp đỡ cô. Ngoài mặt trận, Mak bị thương nhưng vẫn may mắn sống sót, anh và bốn người bạn thân của mình cùng nhau quay trở về quê nhà tại Phra Khanong. Tại đây, Mak gặp lại vợ và đứa con mới sinh của anh, họ vẫn chờ đợi Mak về. Mak rất vui khi gặp lại vợ con, anh đề nghị bốn người bạn ở lại căn nhà hoang gần nhà mình. Tuy nhiên, khi Mak đi gặp những người hàng xóm, họ sợ hãi và bỏ chạy khi thấy anh, Mak cảm thấy kỳ lạ nhưng không biết chuyện gì đang diễn ra.
Một buổi tối nọ, Shin có việc qua nhà Mak, anh hoảng sợ khi bắt gặp cảnh tượng một cánh tay kéo dài ra để nhặt một trái chanh dưới đất, còn Ter thì phát hiện một xác chết trong khu vườn nhà Mak, bốn người bạn đã phát hiện ra Nak là một hồn ma và cái xác đó là thi hài của cô. Họ cố gắng tìm mọi cách để thông báo với Mak rằng vợ anh đã chết, nhưng dường như Mak không tin, Mak vẫn cho rằng người vợ yêu dấu của mình thật sự là người. Trong buổi tối ở lễ hội của làng, bốn người bạn không từ bỏ ý định, họ dùng bùa để tiêu diệt Nak. Kết quả là Nak hiện nguyên hình và dọa lại họ. Cả bốn người quyết định bắt Mak cùng bỏ chạy để giữ tính mạng cho anh.
Bỗng dưng, Shin và Ter vô tình phát hiện ra những bằng chứng cho thấy Mak mới thật sự là ma, nhưng sau đó họ lại cho rằng anh bạn Aey mới thật sự là cái xác mà Ter tìm thấy trong vườn nhà Mak. Cả nhóm hoảng sợ và cùng gia đình Mak chạy trốn khỏi Phra Khanong. Tuy nhiên, Nak lại để lộ ra chính cô mới là một hồn ma, cả nhóm người lại chạy vào một ngôi chùa gần đó trú ẩn. Nak hiện nguyên hình và cố bắt Mak về cho bằng được. Đúng lúc này, Mak thừa nhận rằng anh đã biết Nak là một hồn ma từ trước đó, anh cũng phát hiện ra xác Nak ở trong vườn, nhưng vì tình yêu dành cho Nak, anh không cho cô biết và giả vờ như chưa có chuyện gì xảy ra. Nak cũng thừa nhận là chỉ hù dọa mọi người vì họ ngăn cô sống bên Mak, cô chưa từng hại một ai cả. Cuối cùng, vợ chồng Mak lại được ở bên nhau, cùng những hàng xóm là bốn người bạn tốt bụng.

## Diễn viên
- Mario Maurer vai Mak
- Davika Hoorne vai Nak

Diễn viên Mario Maurer.

- Kantapat Permpoonpatcharasuk vai Aey (เอ, RTGS: E)
- Nattapong Chartpong vai Ter (เต๋อ, RTGS: Toe)
- Wiwat Kongrasri vai Shin (เชน, RTGS: Chen)
- Pongsatorn Jongwilak vai Puak (เผือก, RTGS: Phueak)
- Sean Jindachot vai Ping

## Công chiếu và doanh thu

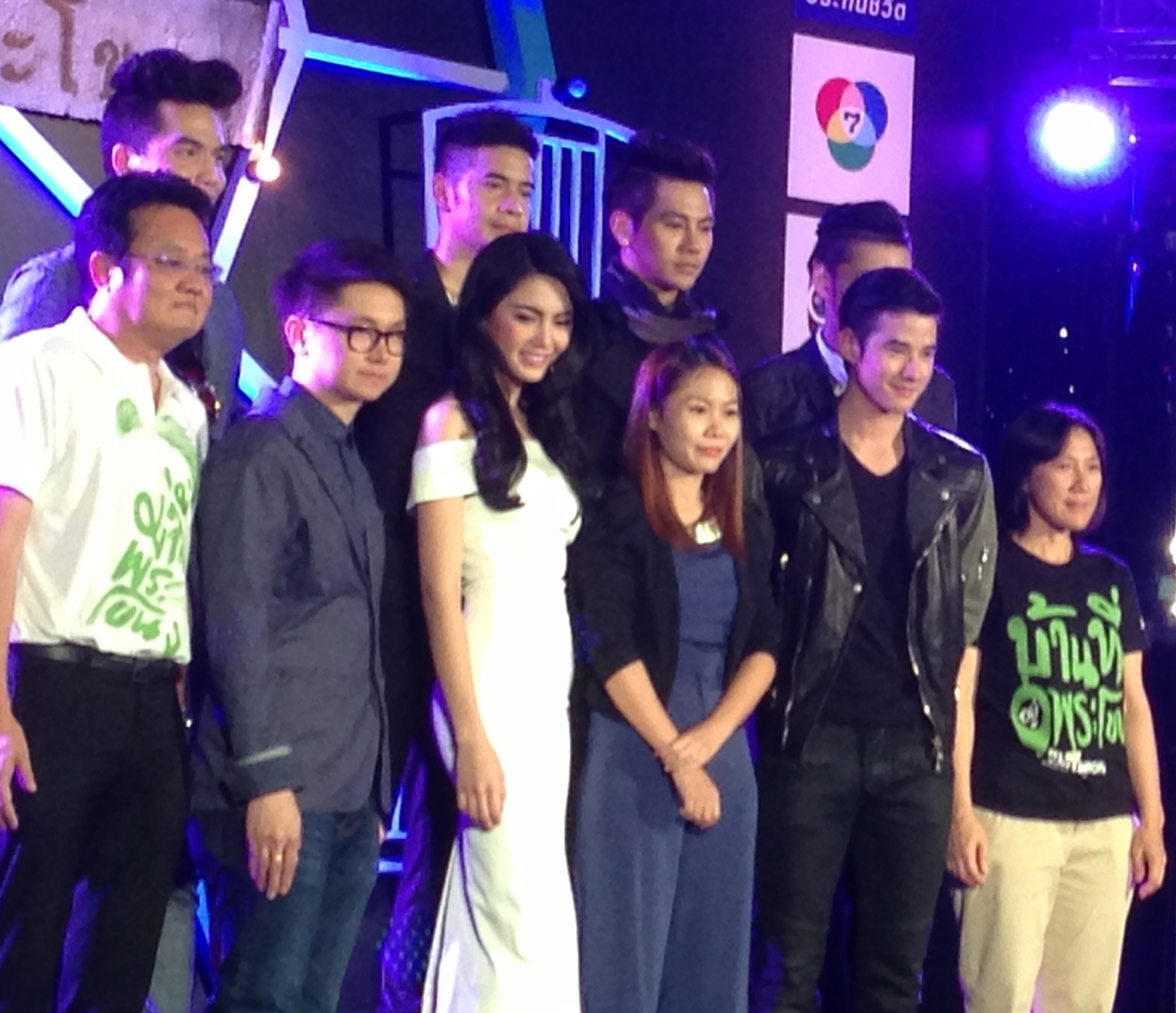
Hình ảnh các diễn viên trong một cuộc họp báo.

Tình người duyên ma được lần lượt công chiếu tại các quốc gia: Thái Lan (28-3), Indonesia (5-4), Myanmar (18-5), Campuchia (23-5), Hồng Kông (16-5), Malaysia (6-6), Singapore (13-6), Lào (15-6), Việt Nam (21-6) và Đài Loan (9-8). Tính đến tháng 6, bộ phim đã đạt được doanh thu 1 tỷ Baht (hơn 33 triệu USD) và trở thành bộ phim ăn khách và có doanh thu lớn nhất trong lịch sử điện ảnh Thái Lan.
Tại Việt Nam, dù phim Thái còn khá xa lạ với khán giả tại đây, Tình người duyên ma cũng đã chiếm được sự yêu thích của nhiều khán giả, nó cũng nhận được đánh giá tốt từ phía truyền thông lẫn dư luận trên các mạng xã hội. Phim bắt đầu được công chiếu từ ngày 21 tháng 6 năm 2013 tại 15 cụm rạp chiếu phim trên cả nước. Sau 10 ngày công chiếu, bộ phim đã thu được 8 tỷ VND tiền vé chỉ tính riêng ở thị trường Việt Nam.
Trong Lễ trao giải thưởng Siamdara Stars 2013 diễn ra tại thủ đô Bangkok, hai diễn viên chính trong phim là Mario Maurer và Davika Hoorne đã lần lượt giành được giải thưởng dành cho Nam diễn viên chính và Nữ diễn viên chính xuất sắc nhất cho bộ phim Tình người duyên ma. Diễn viên Davika Hoorne thậm chí còn đến ngôi miếu thờ Mae Nak ở Bangkok, và thực hiện một điệu nhảy kiểu Thái để tỏ lòng biết ơn Mae Nak sau khi doanh thu của bộ phim đạt 10 triệu USD, cô tin rằng bộ phim đạt được thành công là do có sự phù hộ của linh hồn Mae Nak. Davika Hoorne nói:

"Tôi tin rằng cô ấy đã làm vậy, cô ấy chắc hẳn đã giúp đỡ chúng tôi, vì đó là câu chuyện kể về cô ấy".